# Projectie (natuurkunde)

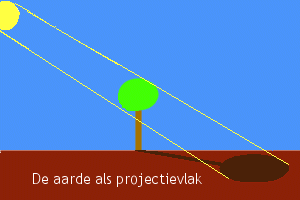
Projectie met een scheef projectievlak

Een projectie is een afbeelding door licht of een andere vorm van straling van een onderwerp op een ander voorwerp. Als het onderwerp alle stralen tegenhoudt, bestaat de afbeelding uit de contouren van het voorwerp. Als het voorwerp binnen de contouren selectief stralen tegenhoudt, is er binnen de contouren van de projectie ook informatie te vinden.
Twee alledaagse voorbeelden van projectie zijn: 
1. Iemand staat in de zon. De stralen van de zon die door de persoon tegengehouden worden, komen niet op de grond terecht. Dit geeft een schaduw. Deze schaduw is de projectie van de omvang van de persoon op het projectievlak, in dit geval op de grond.
2. Bij een videoprojector, meestal met lcd, wordt een driekleurig raster in de projector fel verlicht. Dit raster laat alleen lichtstralen door overeenkomstig de kleur en de lichte en donkere partijen op het raster zelf. Doordat de lichtstralen uit elkaar lopen wordt een vergrote kopie van het lcd-raster op enige afstand op het scherm geprojecteerd.

Als de stralen evenwijdig zijn, zoals bij zonlicht, want de zon staat zeer ver weg, en loodrecht op het onderwerp en het projectiedoek vallen, is de projectie even groot als het onderwerp. Als het projectievlak scheef staat wordt de projectie groter dan het onderwerp. Zo zijn er bij een laag staande zon altijd lange schaduwen van bomen en gebouwen, met de grond als het projectievlak. 
Met de stelling van Pythagoras is projectie op het projectievlak bij niet evenwijdige stralen te bepalen. De regels in het algemeen voor het berekenen van de omvang van een projectie worden door de beschrijvende meetkunde gegeven.